# Festival Musique Multi-Montréal
 (mars 2012).
Si vous disposez d'ouvrages ou d'articles de référence ou si vous connaissez des sites web de qualité traitant du thème abordé ici, merci de compléter l'article en donnant les références utiles à sa vérifiabilité et en les liant à la section « Notes et références ».
Le Festival Musique Multi-Montréal est un festival consacré aux musiques du monde qui s'est tenu annuellement à Montréal au Québec jusqu'au printemps 2013. Liette Gauthier, la fondatrice (1991), en assumera la direction artistique jusqu’en décembre 2012. Le 25 novembre 2013, l'organisme sans but lucratif Musique Multi-Montréal met fin à ses activités. 

## Présentation
Musique Multi-Montréal (MMM) est présenté depuis 1990. Il favorise la reconnaissance de talents, la création montréalaise, le dialogue interculturel et les rencontres entre les artistes et le grand public. Il se tient au printemps et présente la totalité de ses concerts en salle. Depuis 2011, ces activités se déroulent principalement dans l’arrondissement Rosemont–La Petite-Patrie. Tout au long de l’année, l’organisme fait un travail de repérage auprès des musiciens professionnels et des artistes des communautés culturelles de Montréal et reçoit près de 200 dossiers d’artistes. Quelques-uns de ces artistes seront présentés dans le festival. 
Le MMM produit aussi annuellement une quinzaine de concerts présentés à travers le Québec. Au cours des années, il a auditionné près de 6 000 musiciens montréalais et accueilli des artistes étrangers de 75 pays. Ses activités ont accueilli plus de 33 000 spectateurs.
La directeurs artistiques du festival 2012 sont Guilaine Royer et Moïse Matey.

## Artistes présentés en 2011
- Angelo Finaldi et le Wop Pow Wow
- Béatrice Bonifassi
- Benoît Charest
- Dominic Mancuso
- Aboulaye Koné et Bolo Kan
- Oumou Soumaré
- Kebeko
- Huu Bac Quach
- Mathieu Deschenaux
- Silk Road Duo
- Shubhendra Rao
- Saskia Rao-de Hass
- Catherine Lamber
- Athésia
- Paul Beaubrun (Haïti)
- Gnawa ima
- Wesli

## Récompenses
- 2005 - Prix Opus de l'événement musical de l'année[2]